# フアン・ミナヤ
フアン・グスタボ・ミナヤ（Juan Gustavo Minaya, 1990年9月18日 - ）は、ドミニカ共和国モンセニョール・ノウエル州マイモン出身のプロ野球選手（投手）。右投右打。MLBのミネソタ・ツインズ傘下所属。

## 経歴

### プロ入りとアストロズ傘下時代

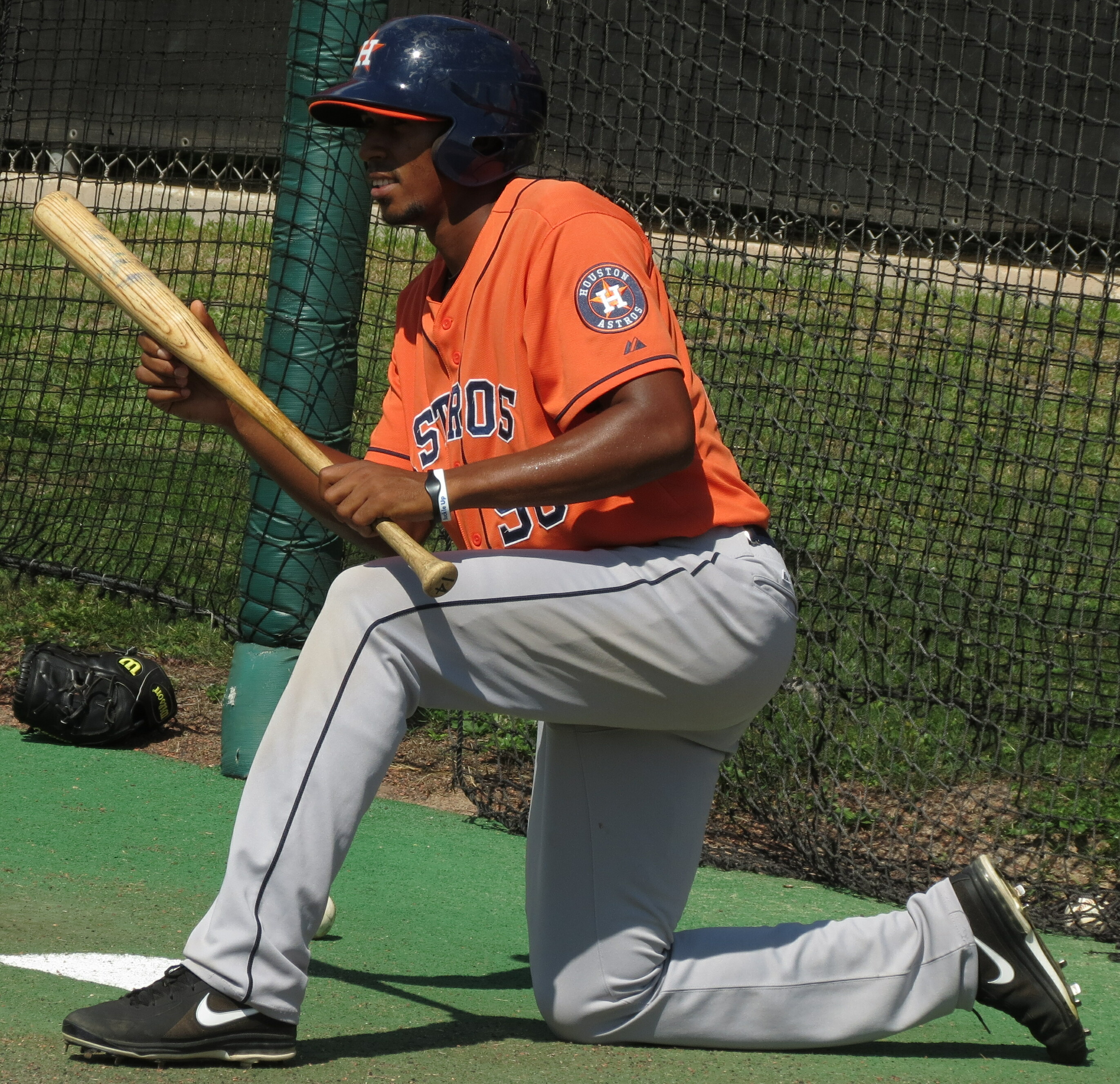
ヒューストン・アストロズ時代
(2014年3月4日)

2008年にアマチュア・フリーエージェントでヒューストン・アストロズと契約してプロ入り。
2009年に傘下のルーキー級ガルフ・コーストリーグ・アストロズでプロデビュー。12試合に先発登板して3勝3敗、防御率4.27、30奪三振を記録した。
2010年はA級レキシントン・レジェンズでプレーし、26試合に先発登板して4勝12敗、防御率4.79、96奪三振を記録した。
2011年もA級レキシントンでプレーし、28試合（先発9試合）に登板して1勝5敗1セーブ、防御率6.90、76奪三振を記録した。
2012年はA-級トリシティ・バレーキャッツでプレーし、17試合（先発2試合）に登板して2勝2敗、防御率4.66、31奪三振を記録した。
2013年はA級クァッドシティーズ・リバーバンディッツでプレーし、24試合（先発5試合）に登板して3勝6敗8セーブ、防御率4.77、57奪三振を記録した。
2014年はA+級ランカスター・ジェットホークスとAA級コーパスクリスティ・フックスでプレーし、2球団合計で35試合（先発1試合）に登板して2勝3敗1セーブ、防御率4.19、64奪三振を記録した。
2015年はAA級コーパスクリスティとAAA級フレズノ・グリズリーズでプレーし、2球団合計で35試合に登板して1勝0敗1セーブ、防御率2.80、59奪三振を記録した。オフの11月20日にルール・ファイブ・ドラフトでの流出を防ぐために40人枠入りした。
2016年は開幕からAAA級フレズノでプレーし、17試合に登板して1勝3敗、防御率3.91、19奪三振の成績を残していたが、6月14日にDFAとなった。

### ホワイトソックス時代
2016年6月22日にウェイバー公示を経てシカゴ・ホワイトソックスへ移籍した。移籍後は傘下のAAA級シャーロット・ナイツでプレーし、17試合に登板して4勝3敗1セーブ、防御率3.38、28奪三振を記録した。9月1日にメジャー初昇格を果たすと、同日のミネソタ・ツインズ戦でメジャーデビュー。この年メジャーでは11試合に登板して1勝0敗、防御率4.35、6奪三振を記録した。
2017年はメジャーに定着し、8月中旬からはクローザーを務めた。最終的には40試合に登板して3勝2敗9セーブ、防御率4.53、51奪三振を記録した。
2019年3月15日に40人枠外となり、マイナー契約でAAA級シャーロットへ配属された。5月5日にメジャー契約を結んでアクティブ・ロースター入りした。7月13日にDFAとなり、17日にマイナー契約でAAA級シャーロットへ配属された。9月30日にFAとなった。

### ツインズ時代
2020年1月28日にツインズとマイナー契約を結んだ。8月28日にメジャー契約を結んでアクティブ・ロースター入りしたが、1試合も登板しないまま9月1日にDFAとなり、3日にマイナー契約となった。レギュラーシーズン終了後の10月7日にFAとなったが、12月17日にマイナー契約で再契約を結んだ。
2021年5月29日にメジャー契約を結んでアクティブ・ロースター入りした。6月5日にDFAとなり、8日にマイナー契約で傘下のAAA級セントポール・セインツへ配属された。7月17日に再びメジャー契約を結んでアクティブ・ロースター入りした。この年メジャーでは29試合に登板して2勝1敗、防御率2.48、43奪三振を記録した。オフの11月30日にノンテンダーFAとなった。
その後、2022年3月13日にツインズとマイナー契約で再契約を結び、スプリングトレーニングに招待選手として参加することになった。シーズンでは開幕をAAA級セントポールで迎え、5月28日にメジャー契約を結んでアクティブ・ロースター入りした。6月8日にDFAとなり、10日にマイナー契約でAAA級セントポールへ配属された。7月1日に再びメジャー契約を結んでアクティブ・ロースター入りした。7月4日にDFAとなり、6日にマイナー契約でAAA級セントポールへ配属された。

## 投球スタイル
力感のあるフォームから、打者の手元で伸びる90mph半ばの速球を武器に三振を数多く奪うが、与四球も多い。

## 詳細情報

### 年度別投手成績
| 年 度    | 球 団    | 登 板 | 先 発 | 完 投 | 完 封 | 無 四 球 | 勝 利 | 敗 戦 | セ 丨 ブ | ホ 丨 ル ド | 勝 率 | 打 者 | 投 球 回 | 被 安 打 | 被 本 塁 打 | 与 四 球 | 敬 遠 | 与 死 球 | 奪 三 振 | 暴 投 | ボ 丨 ク | 失 点 | 自 責 点 | 防 御 率 | W H I P |
| -------- | -------- | ----- | ----- | ----- | ----- | -------- | ----- | ----- | -------- | ----------- | ----- | ----- | -------- | -------- | ----------- | -------- | ----- | -------- | -------- | ----- | -------- | ----- | -------- | -------- | ------- |
| 2016     | CWS      | 11    | 0     | 0     | 0     | 0        | 1     | 0     | 0        | 0           | 1.000 | 47    | 10.1     | 10       | 0           | 5        | 0     | 2        | 6        | 0     | 0        | 6     | 5        | 4.35     | 1.45    |
| 2017     | CWS      | 40    | 0     | 0     | 0     | 0        | 3     | 2     | 9        | 2           | .600  | 184   | 43.2     | 38       | 7           | 20       | 0     | 4        | 51       | 2     | 1        | 22    | 22       | 4.53     | 1.33    |
| 2018     | CWS      | 52    | 0     | 0     | 0     | 0        | 2     | 2     | 1        | 8           | .500  | 209   | 46.2     | 39       | 3           | 29       | 3     | 3        | 58       | 9     | 0        | 19    | 17       | 3.28     | 1.46    |
| 2019     | CWS      | 22    | 0     | 0     | 0     | 0        | 0     | 0     | 0        | 0           | ----  | 126   | 27.2     | 31       | 4           | 12       | 0     | 2        | 27       | 3     | 0        | 13    | 12       | 3.90     | 1.55    |
| 2021     | MIN      | 29    | 0     | 0     | 0     | 0        | 2     | 1     | 0        | 7           | .667  | 167   | 40.0     | 27       | 4           | 20       | 0     | 2        | 43       | 3     | 0        | 12    | 11       | 2.48     | 1.18    |
| MLB：5年 | MLB：5年 | 154   | 0     | 0     | 0     | 0        | 8     | 5     | 10       | 17          | .615  | 733   | 168.1    | 145      | 18          | 86       | 3     | 13       | 185      | 17    | 1        | 72    | 67       | 3.58     | 1.37    |

- 2021年度シーズン終了時

### 背番号
- 67（2016年）
- 37（2017年 - 2019年）
- 49（2021年 - 2022年）